# Sikkim
Sikkim (Nepali सिक्किम Sikkim, Bhutia འབྲས་ལྗོངས་ ′Bras Ljongs oder Denjong) ist ein indischer Bundesstaat im südlichen Himalaya zwischen Nepal, China, Bhutan und dem indischen Bundesstaat Westbengalen. Mit einer Fläche von 7.096 Quadratkilometern und gut 600.000 Einwohnern (Volkszählung 2011) ist Sikkim der flächenmäßig zweitkleinste und der Einwohnerzahl nach kleinste Bundesstaat Indiens. Die Hauptstadt ist Gangtok.
Mit einem Wert von 0,696 erreichte Sikkim 2015 den 7. Platz unter den 29 Bundesstaaten Indiens im Index der menschlichen Entwicklung.

## Geografie

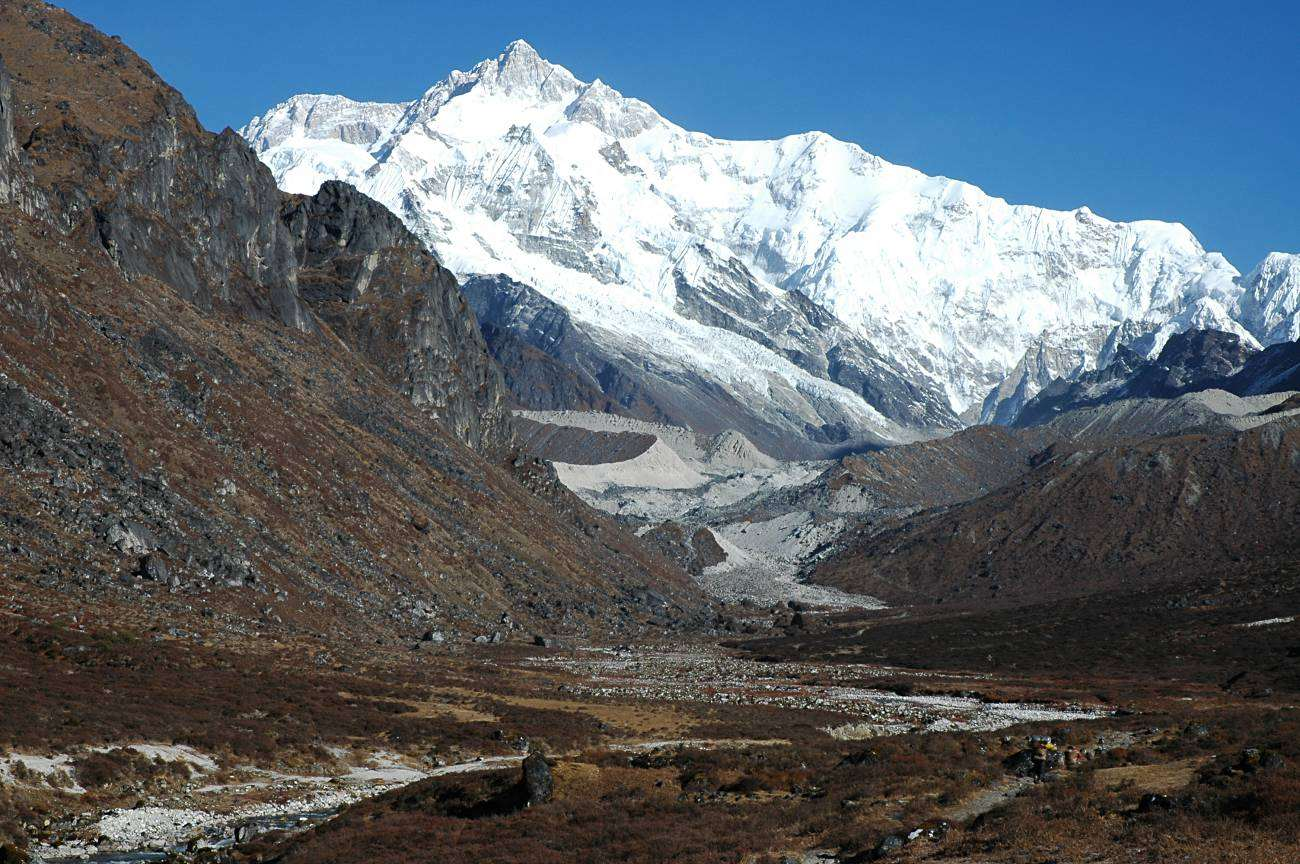
Kangchendzönga, der mit höchste Berg Sikkims und Indiens und der dritthöchste der Welt

Sikkim liegt im Nordosten Indiens im östlichen Himalaya. Der Bundesstaat grenzt im Süden an den indischen Bundesstaat Westbengalen, im Westen an Nepal, im Norden und Osten an die Volksrepublik China (Autonome Region Tibet) und im Südosten an Bhutan. Mit einer Fläche von 7.096 Quadratkilometern (etwa ein Zehntel Bayerns) ist Sikkim flächenmäßig nach Goa der zweitkleinste Bundesstaat Indiens.
Das gesamte Gebiet ist gebirgig, wobei der Südteil vom Vorgebirge der Siwaliks und der Nordteil vom Hochgebirge eingenommen wird. An der Grenze zwischen Sikkim und Nepal befindet sich der Kangchendzönga, mit 8586 Metern der höchste Berg Indiens und dritthöchste der Welt. Sikkim wird in drei Richtungen von Bergketten abgegrenzt: Im Norden bildet der Hauptkamm des Himalaya die Grenze zu Tibet. Im Westen und Osten begrenzen die Singalia- und Chola-Berge, zwei Nebenketten, die vom Hauptkamm aus südwärts verlaufen, Sikkim gegen Nepal und Bhutan. Zwischen diesen Bergketten verläuft die Tista, ein Nebenfluss des Brahmaputra, von Norden nach Süden. Die Grenze zu Westbengalen bilden im Süden die Tista und ihre Nebenflüsse Rangpo Chhu und Rangit. Im Flusstal der Tista an der Grenze zu Westbengalen liegt mit 280 Metern der tiefste Punkt Sikkims.

### Größte städtische Siedlungen
Die Einwohnerzahlen nach der Volkszählung 2011 waren die im Folgenden aufgeführten. Die mit weitem Abstand größte Stadt war Gangtok.
| Siedlung  | Einwohner |
| --------- | --------- |
| Gangtok   | 100.286   |
| Namchi    | 12.190    |
| Rangpo    | 10.450    |
| Jorethang | 9.009     |
| Singtam   | 5.868     |
| Mangan    | 4.644     |

## Geschichte

Historische Flagge Sikkims, in Gebrauch 1877–1914 und 1962–1967

Aufgrund seiner exponierten Lage, die einen guten Zugang von Indien nach Tibet ermöglichte, erlangte Sikkim frühzeitig strategische Bedeutung. Von 1641 bis 1975 war Sikkim ein Königreich unter dem Chogyal (tib.: chos rgyal; „Dharmakönig“). Seit dem Ende des Gurkha-Krieges (1814–1816) übte die Britische Ostindien-Kompanie einen gewissen Einfluss in Sikkim aus. 1835 musste Sikkim einen Teil der Region Darjeeling an die Kompanie abtreten. 1849 und 1861 folgten weitere Gebietseinbußen – eine Gefangennahme von britischen Staatsangehörigen diente als Vorwand. Ferner musste der Kompanie volle Handelsfreiheit zugestanden werden. In den Folgejahren gingen Einfuhr und Ausfuhr (meist Holz) stark zurück. 1861 wurde Sikkim mit dem Vertrag von Tumlong de facto ein Protektorat des Vereinigten Königreiches.
Anfang 1888 fielen Tibeter in das Land ein und besetzten das Fort Lingtu. Die Besatzer wurden jedoch durch ein vom Vizekönig von Indien sofort ausgesandtes Expeditionskorps wieder vertrieben. Der Raja, ein Pensionär der britischen Regierung, der aber den Tibetern nahestand, wurde danach von den Briten noch weiter beschränkt, während die chinesische Regierung die Handlungsweise ihrer Beamten desavouierte. Zu jener Zeit hatte Sikkim ca. 75.000 Einwohner, die überwiegend dem Volksstamm der Lepcha angehörten. Mit der Einrichtung der Fürstenkammer als Vertretung der Fürstenstaaten in Britisch-Indien im Jahre 1920 erhielt auch der Chogyal eine Vertretung darin. Nach der indischen Unabhängigkeit 1947 wurde Sikkim wie auch alle anderen Fürstenstaaten formal unabhängig. Keiner der Fürstenstaaten konnte die Unabhängigkeit jedoch über längere Zeit behaupten, und dies erschien auch als keine realistische Option. Nach und nach schlossen sich die Fürstenstaaten Indien oder Pakistan an.

Historische Flagge Sikkims von 1967 bis 1975

Am 5. Dezember 1950 kam es zum Abschluss eines Vertrages zwischen Sikkim und Indien, nach dem Sikkim ein Protektorat Indiens wurde. Sikkim behielt Selbstverwaltung in inneren Angelegenheiten, während Außenpolitik und Verteidigung durch Indien übernommen werden sollten. Indien behielt sich auch ausdrücklich das Recht vor, bei Bedarf Truppen im Land zu stationieren. Sikkim wurde vollständig in das indische Zoll- und Wirtschaftsgebiet eingeschlossen.
1973 kam es zu einem Umsturzversuch durch die nepalesische Bevölkerungsgruppe, den der indische Geheimdienst unterstützt hatte. Daraufhin marschierten indische Truppen ein. In den Wahlen vom April 1974 wurde die pro-indische Sikkim-Kongresspartei stärkste Kraft. In Sikkim wurde die konstitutionelle Monarchie eingeführt. Indien übernahm auch die interne Verwaltung des Landes. Am 1. März 1975 erhielt Sikkim den Status eines assoziierten Staates der Indischen Union.
Am 14. April 1975 wurde eine von Indien zu seinen Gunsten manipulierte Volksbefragung durchgeführt, bei der sich 60.000 von ca. 97.000 Wahlberechtigten für einen Beitritt zur Indischen Union aussprachen. Nur 1.500 Stimmberechtigte stimmten gegen den Beitritt. Am 16. Mai 1975 erklärte Sikkim unter der Führung des Chief Ministers Kazi Lhendup Dorji Khangsarpa seinen Beitritt zu Indien als dessen 22. Bundesstaat. Der König Palden Thondup Namgyal wurde des Landes verwiesen, da er den Beitritt zu Indien nicht anerkannte. Er floh daraufhin nach Kalkutta und verstarb 1982 in New York. Sein Nachfolger und Sohn Wangchuk Namgyal erkannte die indische Oberhoheit an und durfte daher 1985 das Land wieder betreten. Der anschließende Streit zwischen Indien und dem benachbarten China um die Anerkennung dieses Schritts wurde erst im April 2005 vertraglich beigelegt.
Am 18. September 2011 ereignete sich in Sikkim ein schweres Erdbeben der Stärke 6,9.

## Politik

### Politisches System

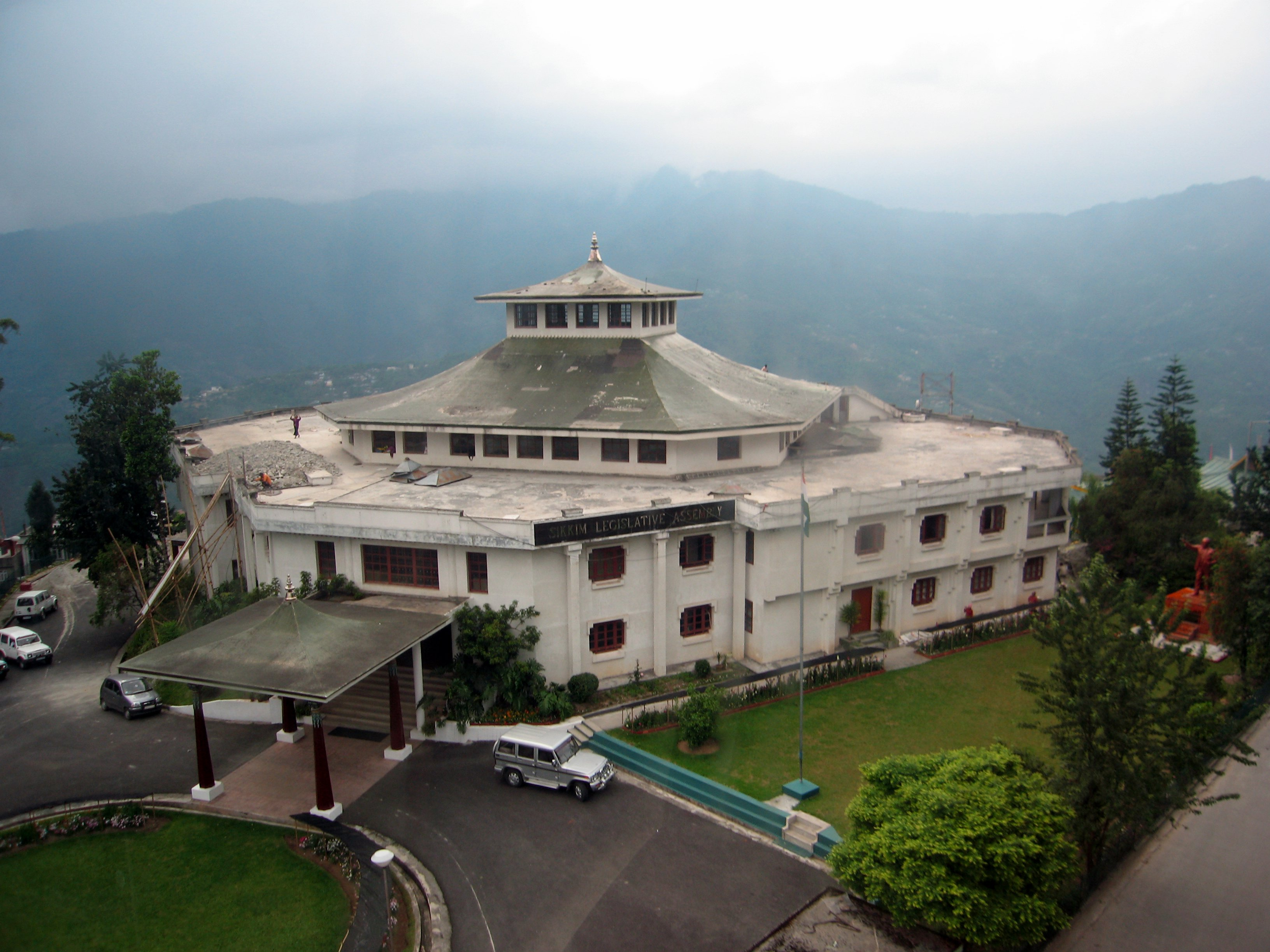
Parlamentsgebäude in Gangtok

Die Legislative des Bundesstaates Sikkim besteht aus einem Einkammerparlament, der Sikkim Legislative Assembly. Die 32 Abgeordneten des Parlaments werden alle fünf Jahre durch Direktwahl bestimmt. 31 Abgeordnete werden dabei in Einzelwahlkreisen nach dem relativen Mehrheitswahlrecht gewählt. Ein weiterer Abgeordneter wird von den Mönchen und Nonnen in allen buddhistischen Klöstern Sikkims gewählt. Dadurch soll gewährleistet werden, dass die buddhistische Gemeinschaft im Parlament vertreten ist. Das Parlament hat seinen Sitz in Gangtok. Der Chief Minister (Regierungschef) Sikkims wird vom Parlament gewählt. An der Spitze des Bundesstaats steht jedoch der vom indischen Präsidenten ernannte Gouverneur (Governor). Seine Hauptaufgaben sind die Ernennung des Chief Ministers und dessen Beauftragung mit der Regierungsbildung. Höchster Gerichtshof Sikkims ist der High Court of Sikkim in Gangtok.
Sikkim stellt jeweils einen Abgeordneten in der Lok Sabha, dem Unterhaus des indischen Parlaments, und im Oberhaus, der Rajya Sabha.

### Parteien
Die Politik Sikkims wurde lange von der Sikkim Democratic Front (SDF, gegründet 1993) dominiert. 1994 kam die Regionalpartei an die Macht und hat seitdem die folgenden Bundesstaatswahlen (1999, 2004, 2009, 2014) für sich entschieden. Die großen überregionalen Parteien aus dem übrigen Indien, insbesondere die Kongresspartei und die Bharatiya Janata Party (BJP) spielen dagegen in Sikkim nur eine marginale Rolle. Bei der Wahl zum Parlament Sikkims im Jahr 2009 konnte die SDF alle 32 Parlamentssitze gewinnen. Auch bei den Wahlen zur Lok Sabha war die Sikkim Democratic Front seit 1996 jedes Mal im Wahlkreis Sikkim erfolgreich. Im September 2013 spaltete sich von der SDF eine Fraktion unter dem Abgeordneten und Ex-Minister Prem Singh Tamang (auch bekannt unter dem Namen P.S. Golay) unter der Bezeichnung Sikkim Krantikari Morcha (SKM) ab. Bei der Wahl 2014 in Sikkim erlitt die SDF Verluste, konnte aber ihre absolute Mehrheit mit 22 von 32 Sitzen behaupten. Bei der folgenden Wahl 2019 verlor die SDF sowohl die Regierungsmehrheit im Parlament von Sikkim, als auch den einen Parlamentssitz, den Sikkim in der Lok Sabha hat, an die SKM, die daraufhin am 27. Mai 2019 eine Regierung unter dem neuen Chief Minister Prem Singh Tamang bildete.

## Verwaltungsgliederung

### Distrikteinteilung bis zum Jahr 2021

Die vier Distrikte von Sikkim vor 2021

Im Jahr 1963 wurde in Sikkim eine Distriktorganisation nach indischem Vorbild eingeführt. Das Land wurde in vier Distrikte eingeteilt: Gyalshing, Namchi, Gangtok und Mangan. Nach der Inkorporation Sikkims in die Indische Union wurden die Distrikte mit englischen Namen benannt: West Sikkim, South Sikkim, East Sikkim und North Sikkim. Die Distriktgrenzen blieben bis 2021 wohl im Wesentlichen unverändert (die Veränderungen bei den Distriktflächen in den alle 10 Jahre stattfindenden Zensuserhebungen sind wohl eher auf eine immer genauere Landvermessung zurückzuführen).
Bei der Volkszählung 2011 wiesen die damals bestehenden vier Distrikte die folgenden Einwohnerzahlen auf:
| Distrikt     | Verwaltungssitz | Fläche in km² | Einwohner (2011) | Bevölkerungs- dichte (Ew./km²) |
| ------------ | --------------- | ------------- | ---------------- | ------------------------------ |
| East Sikkim  | Gangtok         | 0.954         | 283.583          | 297                            |
| North Sikkim | Mangan          | 4.226         | 043.709          | 010                            |
| South Sikkim | Namchi          | 0.750         | 146.850          | 196                            |
| West Sikkim  | Geyzing         | 1.166         | 136.435          | 117                            |

### Distrikteinteilung ab dem Jahr 2021

Die sechs Distrikte von Sikkim nach 2021

Am 8. Dezember 2021 beschloss das Parlament Sikkims eine neue Distrikteinteilung. Aus Teilen des Distrikts East Sikkim wurde der neue Distrikt Pakyong gebildet und aus Teilen von West Sikkim der Distrikt Soreng. Zugleich erhielten die vier bisherigen Distrikte zum Teil ihre alten ursprünglichen Namen zurück. Aus North Sikkim wurde Mangan, aus West Sikkim Gyalshing, aus East Sikkim Gangtok und aus South Sikkim Namchi. Im Fall von North Sikkim/Mangan und South Sikkim/Namchi war eher von einer Umbenennung zu sprechen, da die Distriktgrenzen unverändert blieben, und im Fall von West Sikkim/Gyalshing und East Sikkim/Gangtok eher von einer Neubildung, da sich die Distriktgrenzen erheblich änderten.
Die neue Einteilung wurde mit der Veröffentlichung im Amtsblatt von Sikkim am 13. Dezember 2021 wirksam.
| Distrikt                 | Verwaltungssitz |
| ------------------------ | --------------- |
| Gangtok                  | Gangtok         |
| Mangan                   | Mangan          |
| Namchi                   | Namchi          |
| Gyalshing (oder Geyzing) | Gyalshing       |
| Soreng                   | Soreng          |
| Pakyong                  | Pakyong         |

## Bevölkerung

### Demografie

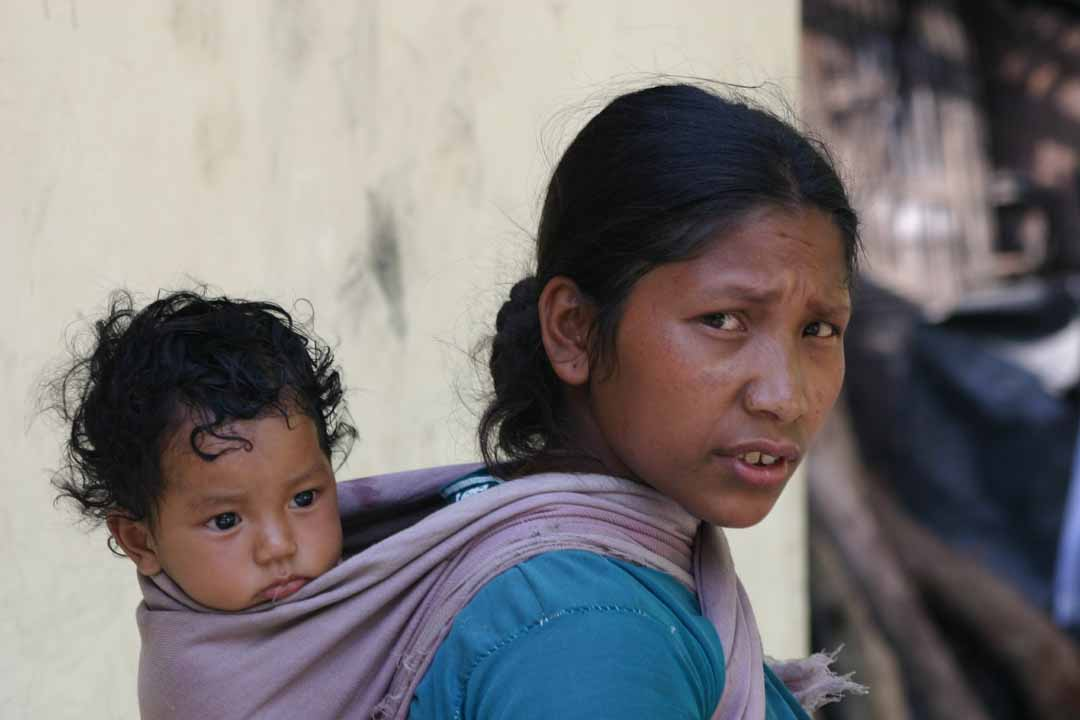
Sikkimesische Frau mit Kind

Nach der indischen Volkszählung 2011 hat Sikkim 610.577 Einwohner. Damit ist Sikkim der kleinste Bundesstaat Indiens. Das gebirgige Land ist nur dünn besiedelt: Mit 86 Einwohnern pro Quadratkilometer ist die Bevölkerungsdichte nach Arunachal Pradesh und Mizoram die drittniedrigste Indiens. Der Urbanisierungsgrad ist relativ niedrig: Nur ein Viertel der Einwohner lebt in Städten. Zwischen 2001 und 2011 wuchs die Einwohnerzahl Sikkims um 12,9 Prozent an. Die Alphabetisierungsquote lag 2011 mit 81,42 % deutlich über dem gesamtindischen Durchschnitt (74 Prozent). Die Fertilitätsrate betrug 1,24 Kinder pro Frau (Stand: 2016) während der indische Durchschnitt im selben Jahr bei 2,23 Kindern lag. Sikkim hatte damit die niedrigste Fertilität unter allen Bundesstaaten von Indien.
Die Zusammensetzung der Bevölkerung hat sich seit Ende des 19. Jahrhunderts erheblich verändert: Als Resultat einer massiven Einwanderung aus Nepal stellen mittlerweile ethnische Nepalesen die Bevölkerungsmehrheit. Die alteingesessenen Völker der Bhutia (Denjongka) und Lepcha sind zur Minderheit geworden. Die Bhutia und Lepcha werden von der indischen Regierung zu den „Stammesvölkern“ (scheduled tribes) gezählt, wodurch ihnen bestimmte verfassungsmäßige Sonderrechte zukommen. Nach der Volkszählung 2011 gehörten 206.360 Personen (33,8 Prozent der Einwohner Sikkims) der indigenen Bevölkerung an.

#### Bevölkerungsentwicklung
Zensusbevölkerung von Sikkim seit der ersten Volkszählung im Jahr 1951.
| Zensusjahr | Einwohnerzahl | Änderung |
| ---------- | ------------- | -------- |
| 1951       | 137.725       | –        |
| 1961       | 162.189       | +17,8 %  |
| 1971       | 209.843       | +29,4 %  |
| 1981       | 316.385       | +50,8 %  |
| 1991       | 406.457       | +28,5 %  |
| 2001       | 540.851       | +33,1 %  |
| 2011       | 610.577       | +12,9 %  |

### Sprachen
Die meistverbreitete Sprache in Sikkim ist das von den Nepalesen gesprochene Nepali, das nach der Volkszählung 2001 die Muttersprache von 63,0 Prozent der Einwohner des Bundesstaates ist. Es gehört zur Gruppe der indoarischen Sprachen und wird in Devanagari-Schrift geschrieben.

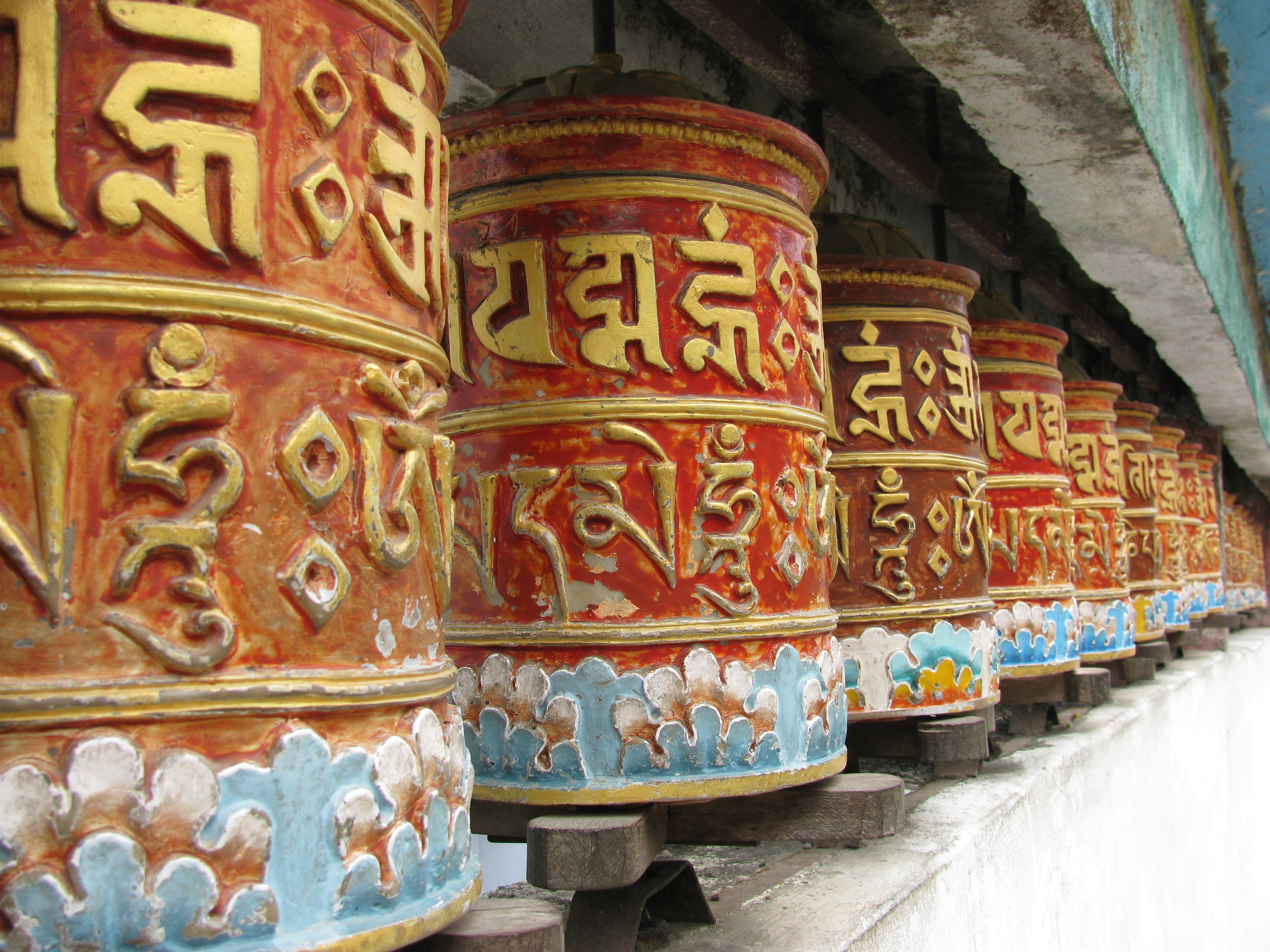
Gebetsmühlen mit tibetischer Schrift

Die indigene Bevölkerung Sikkims spricht die zur tibetobirmanischen Sprachfamilie gehörenden Sprachen Bhutia oder Denjongka (7,7 Prozent), Lepcha (6,6 Prozent) und Limbu (6,3 Prozent). Das Bhutia ist mit dem Tibetischen und noch enger mit dem in Bhutan gesprochenen Dzongkha verwandt. Es wird in tibetischer Schrift geschrieben.
Lepcha und Limbu haben eigene Schriften, die Lepcha-Schrift und die Limbu-Schrift. Eine Reihe von kleineren tibetobirmanischen Sprachen – Sherpa, Tamang, Rai, Newari, Gurung, Mangar und Sunwar – wird von Teilen der aus Nepal eingewanderten Bevölkerung gesprochen. Unter den Einwanderern aus anderen Teilen Indiens sind hauptsächlich die indoarischen Sprachen Hindi (6,7 Prozent) und Bengali (1,2 Prozent) verbreitet.
1975 wurde Sikkim zum 22. indischen Bundesstaat. Seine offiziellen Landessprachen sind Nepali, Bhutia, Lepcha, Limbu, Newari, Rai, Gurung, Mangar, Sherpa, Tamang und seit 1996 als elfte auch Sunwar. Als Verkehrssprache dient Nepali. Englisch ist, wie überall in Indien, als Bildungssprache präsent.

### Religionen
Die größte Religion in Sikkim ist der Hinduismus, der vor allem von den Einwanderern aus Nepal und Restindien praktiziert wird. Nach der Volkszählung 2011 machen Hindus 58 Prozent der Bevölkerung Sikkims aus. 27 Prozent sind Buddhisten.

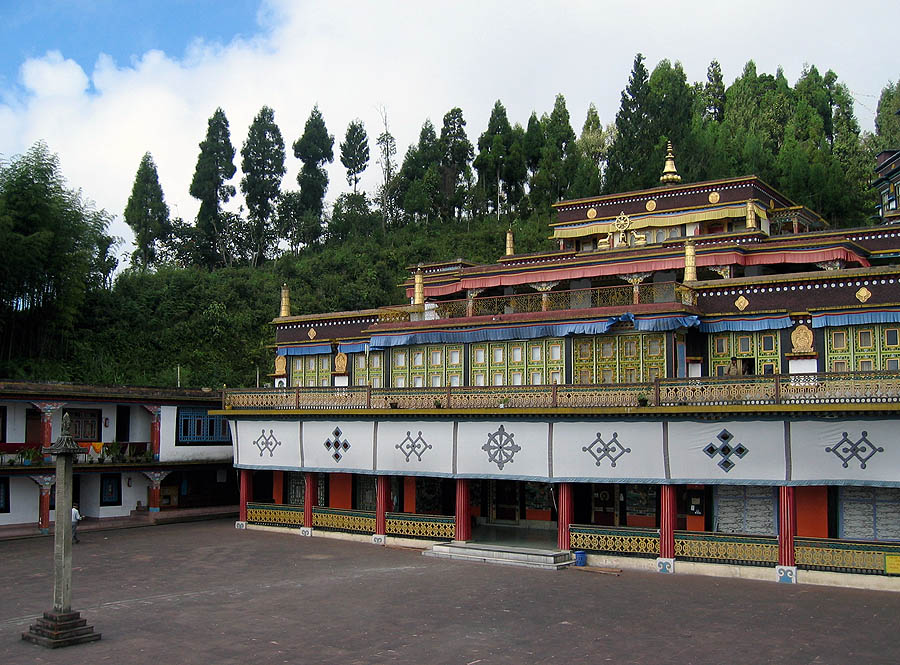
Das buddhistische Kloster Rumtek

Die indigene Bevölkerung Sikkims hängt mehrheitlich dem Vajrayana-Buddhismus an, aber auch unter den nepalesischen Einwanderern finden sich Buddhisten. Obwohl seine Anhänger inzwischen nurmehr die zweitgrößte Religionsgruppe darstellen, ist der Buddhismus in Sikkim als ehemalige Staatsreligion immer noch stark präsent. So finden sich in dem kleinen Bundesstaat 75 buddhistische Klöster. Neben Ladakh gehört Sikkim zu den am stärksten buddhistisch geprägten Regionen Indiens.
10 Prozent der Einwohner Sikkims sind Christen. Dabei handelt es sich größtenteils um Angehörige des Volks der Lepcha, die im 19. Jahrhundert missioniert wurden. Muslime stellen mit 1,6 Prozent nur eine sehr kleine Minderheit.

## Wirtschaft
Mit einem Pro-Kopf Bruttoinlandsprodukt von 176.491 Rupien (3.861 US-Dollar) im Jahre 2015 lag Sikkim auf Platz 2 von 29 indischen Bundesstaaten. Sikkims Wirtschaft ist vor allem von der Landwirtschaft dominiert. Der Tourismus spielt eine immer wichtigere Rolle für den Bundesstaat.

### Landwirtschaft
In Sikkim wird seit Ende Dezember 2015 ausschließlich Öko-Landbau betrieben. Mehr als 76.000 ha Land werden von rund 66.000 Bauern bewirtschaftet. Zertifiziert werden die Produkte nach dem indischen Bio-Standard NPOP bzw. nach dem US-Standard USDA-NOP. 2018 wurde Sikkim für diese Agrarwende mit dem Future Policy Award ausgezeichnet.